# BredaBus 2001
Le Bredabus 2001 est un autobus urbain fabriqué par le constructeur italien BredaBus de 1988 à 1994. Il a été commercialisé sous la marque BredaBus jusqu'en 1990 puis sous la marque BredaMenarinibus.
Ce modèle, avec ses nombreuses versions a été fabriqué en plusieurs milliers d'exemplaires. Il figure dans le parc de plusieurs entreprises publiques italiennes de transport en commun. Ce véhicule a bénéficié d'une carrosserie dessinée par le célèbre designer Pininfarina.
Bredabus a également commercialisé une version interurbaine baptisée Bredabus 3001, une version trolleybus baptisée Bredabus 4001 et une version ligne, torisme et GT baptisée Bredabus 5001.

## Histoire
Le constructeur italien Bredabus lance les études de son nouveau projet Bredabus 2001 à la fin des années 80 pour remplacer l'U 210, autobus des années 1970 conçu par le groupement InBus dont Breda faisait partie et qui a été dissout en 1989. Le véhicule repose toujours sur le châssis révolutionnaire créé et fabriqué par Siccar dont la raideur quasi excessive ne sera pas un avantage. Le moteur est un Fiat-Iveco type 8460.21 développant 210 ch DIN, le même moteur qui équipe son concurrent direct, l'Iveco 480 TurboCity-U.
Le Bredabus 2001 respecte scrupuleusement le cahier des charges de la « Federtrasporti » (organisme public italien qui régit l'ensemble des transports publics) qui détermine l'aménagement intérieur avec le nombre de places assises en fonction de la longueur du véhicule, le nombre de portes et leur système d'ouverture, fixe la couleur exacte des véhicules en fonction de leur type de prestation, c'est pourquoi on distingue, en Italie, les autobus :
- urbains en livrée jaune-orangé,
- suburbains/banlieue en livrée jaune-orangé avec une bande verte périphérique sous la ligne des fenêtres,
- inter-urbains/ligne régulière régionale en livrée bleu,
- les autocars assurant les grandes lignes circulant sur autoroute en rouge,
- les autocars GT en livrée bleu et gris clair.

La production en série du Bredabus 2001 débute en 1988 et se poursuit jusqu'en 1994 pour être remplacé par le BredaMenarinibus Monocar 221. Le concurrent italien de ce modèle était l'Iveco 480 TurboCity-U qui était disponible en versions 10,5 - 12 mètres et articulé de 18 mètres, alors que le Bredabus 2001 n'a jamais été disponible en version articulée.

## Versions

### Bredabus 2001: Autobus urbain
- Longueurs : 10,5 m (2001.10) et 12 m (2001.12)
- Type : urbain équipé de 3 portes (10,5 m) et 4 portes (12 m),
- Motorisations : diesel Fiat-IVECO type 8460.21, 210 ch DIN,
- Modèles : 2001LL avec carrosserie en alliage léger, 2001AC avec carrosserie traditionnelle en tôles d'acier.

Une petite série d'autobus "2001 AC" a été construite, après 1992, sur le châssis du Menarini Monocar 220.

### Bredabus 3001: Autobus suburbain
- Longueurs : 10,5 m (3001.10) et 12 m (3001.12)
- Types : suburbain 3 portes,
- Motorisations : diesel Fiat-IVECO type 8460.21, 210 ch DIN,
- Modèles : 3001LL avec carrosserie en alliage léger, 3001AC avec carrosserie traditionnelle en tôles d'acier.

### Bredabus 4001: Trolleybus
- Longueurs : rigide 12,0 m (4001.12) et articulé 18 m (4001.18)

### Bredabus 5001: Ligne & tourisme
- Longueurs : 9,0 m (5001.9), 10,0 m (5001.10) et 12 m (5001.12)
- Types : ligne, tourisme et GT - 2 portes,
- Motorisations : diesel Fiat-IVECO type 8460.21, 210 ch DIN,
- Modèles : avec carrosserie en alliage léger ou en tôles d'acier zinguée.

## Utilisateurs
Présent dans de nombreux parcs, il a surtout été présent sur les lignes de l'ATAC Rome où 96 exemplaires ont été utilisés et remplacés après 14 ans de service. Leur prestation n'a pas été très appréciée du fait de problèmes liés aux vibrations, une boîte automatique Voith-DIWA avec joint hydraulique peu fiable et des suspensions trop fermes.